# سیانوژن
سیانوژن یک ترکیب شیمیایی با شناسه پاب‌کم ۹۹۹۹ است. 